# Paulo Macedo
Paulo José Ribeiro Moita de Macedo GOIH • GCIH (Lisboa, 14 de julho de 1963) é um gestor e político português, antigo Diretor-Geral dos Impostos (2004-2007) e antigo Ministro da Saúde do XIX Governo Constitucional de Portugal.

## Vida
É filho de José Albano Pontes Santos Moita Morais de Macedo e de sua mulher Maria José Ribeiro e bisneto de José Luís Santos Moita.
Licenciou-se em 1986 em Organização e Gestão de Empresas pelo Instituto Superior de Economia e Gestão da Universidade Técnica de Lisboa e é pós-graduado em Gestão Fiscal [carece de fontes?].
A 24 de Fevereiro de 2004 foi feito Grande-Oficial da Ordem do Infante D. Henrique, tendo sido elevado a Grã-Cruz da mesma Ordem a 12 de Fevereiro de 2016.
Em 2014 participou no encontro anual do Grupo Bilderberg.
Presidente da Comissão Executiva da Caixa Geral de Depósitos desde 1 de Fevereiro de 2017. 
É casado com Filomena Maria Cambraia dos Santos e tem um casal de gémeos.

## Realizações
Ele foi o vice-presidente do conselho de administração executivo do Millennium BCP - Banco Comercial Português.
Fez parte do Conselho de Supervisão da Euronext no período compreendido entre 2010 e 2011. Foi membro do conselho da escola do Instituto Superior de Economia e Gestão.